# Verwaltungsgemeinschaft Allstedt
Zur Verwaltungsgemeinschaft Allstedt im Landkreis Sangerhausen in Sachsen-Anhalt, Deutschland gehörten die Gemeinden:
- Allstedt (Stadt)
- Katharinenrieth
- Mittelhausen
- Niederröblingen (Helme)
- Nienstedt
- Winkel
- Wolferstedt

Am 4. März 2005 wurde die Verwaltungsgemeinschaft Allstedt mit der Verwaltungsgemeinschaft Kaltenborn zur Verwaltungsgemeinschaft Allstedt-Kaltenborn zusammengeschlossen.

## Wappen
Das Wappen wurde vom Heraldiker Lutz Döring gestaltet.